# Hölzel Albin
Hölzel Albin (Marburg, 1869 – Budapest, 1941. március 11.) szobrász, restaurátor. Hölzel Mór, a bártfai szobrásziskola alapítójának fia.

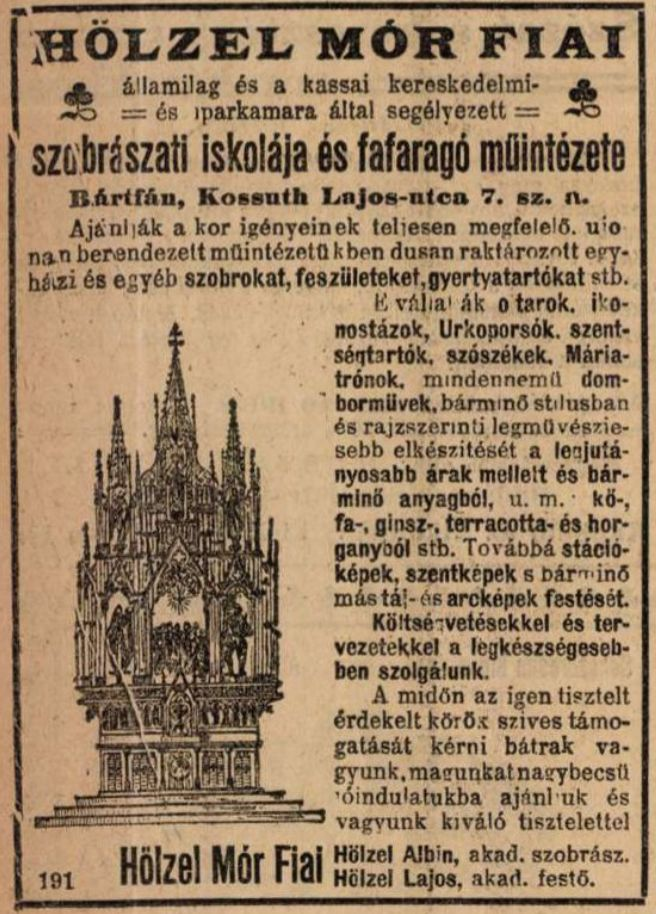
A Hölzel Mór Fiai cég reklámja, Bártfa, 1904

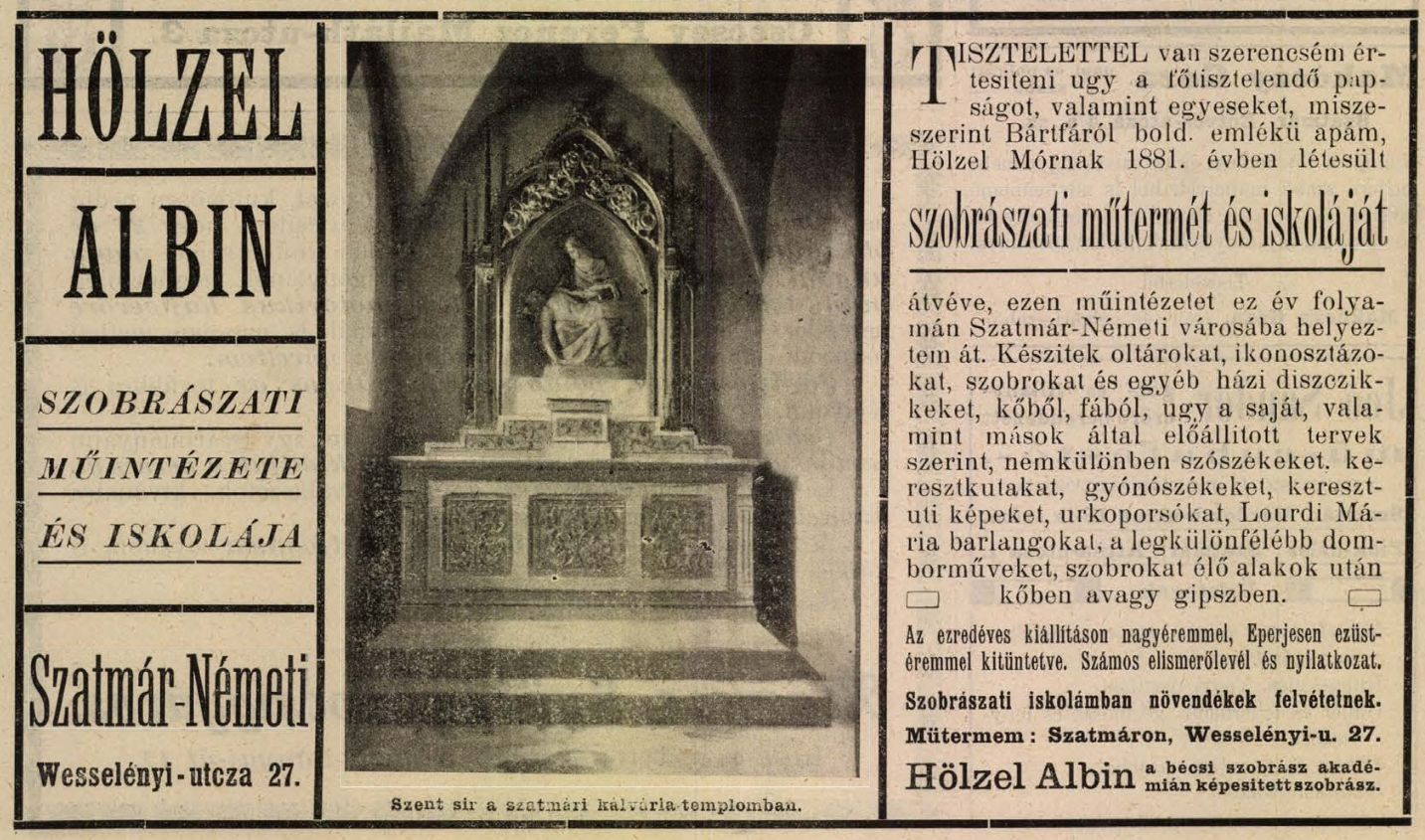
Szatmárnémetiben tervezett szobrásziskolájának reklámja, 1910

## Pályafutása, művei
Az 1880-as években a Kaiserliche Akademie der Bildenden Künste szobrászati osztályán Edmund von Hellmer iskolájában tanult, gyakorlatot Viktor Oskar Tilgner műtermében szerzett. Két évig dolgozott egymás oldalán a két Hölzel, az apa és idősebbik fia, mert a második Hölzel fiú, Lajos, a festőművészi pályára lépett. Édesapja munkáiban segédkezve részt vett a kassai dóm szobrászmunkáiban, a bártfai Szent Egyed-templom neogótikus oltár készítésében, összesen 14 bártfai és számos felvidéki templom oltárát készítették el, vagy restaurálták. A budapesti Rózsák terei templom kereszthajójának aranyozott faoltárai és szószékének hangvetője is az ő nevükhöz fűződik.
1897-től Budapesten dolgozott, az 1899-ben létrejött Rétay és Benedek egyház- és templomfelszerelési cég  beltagja, tervező művésze és a cég műszaki főnökeként, Hölzel a faragási, szobrászati munkák készítését vállalta a társulási szerződés értelmében. Ekkor készült el a törökszentmiklósi templom felszerelése, a kunbajai templom, a trencséni, nagyszebeni és számos más templom főoltára és mellékoltárainak tervezése és felépítése.
1903-tól, apjuk halála után a szobrász Albin és a festő Lajos átvették a bártfai fafaragó-iskola vezetését.
Hölzel Albin saját munkája a szatmárnémeti kálváriatemplom oltára és sok, azóta elpusztult szobor, kisebb-nagyobb oltár is. Az első világháború hőseinek portréit megrendelésre készítette el.
1907-ben elhunyt első felesége, és 1910. január 9-én Szatmárnémetiben özv. Feiszthuber Lajosné szül. Irányi Flórát vette nőül. Két felnőttkort megért leánygyermekéről ad hírt gyászjelentése.
1920 után a lipótmezei elmegyógyintézetbe került elhatalmasodó epilepsziája miatt. Itt saját műterme volt, ahol élete végéig (1941) alkotott. Ő készítette a lipótmezei elmegyógyintézet kápolnájának 8,14 méter magas főoltárát és szószékét, amelyet a négy evangélista tölgyfa domborműve díszít.